# La Soirée pyjama
 (mars 2021).
Le contenu est difficilement compréhensible vu les erreurs de traduction, qui sont peut-être dues à l'utilisation d'un logiciel de traduction automatique.
La Soirée pyjama (Overnight Success) est l'épisode 9a de la saison 1 de la série télévisée d'animation américaine Bienvenue chez les Loud. Dans cet épisode, Lincoln Loud parvient à convaincre ses parents, qui ont interdit les soirées pyjama après des incidents, de faire sa première soirée pyjama avec son meilleur ami Clyde McBride. Lincoln finit par devenir jaloux, alors que ses sœurs prennent Clyde à plusieurs reprises pour leurs propres besoins.

## Synopsis
Lincoln Loud est excité, car il a finalement réussi à convaincre ses parents (en particulier son père) de lui laisser organiser une soirée pyjama avec son meilleur ami Clyde McBride, car ils avaient auparavant interdit les soirées pyjama dans leur maison en raison d'incidents précédents causés par les sœurs de Lincoln qui sont Lynn, Leni et Luna. Clyde arrive bientôt et est déposé par ses deux papas, mais dès que Lincoln commence à expliquer leur itinéraire, Clyde attire bientôt l'attention des sœurs de Lincoln qui commencent rapidement à l'emmener pour accomplir leurs propres besoins, à la grande contrariété et envie de Lincoln. Désespéré de faire une soirée pyjama, Lincoln appelle tous ses autres amis. Cependant, ils finissent bientôt par courir à cause des sœurs de Lincoln qui les prennent également. Lincoln se rend vite compte que Clyde est le seul capable de calmer les bouffonneries de ses sœurs, car il est enfant unique. Lincoln se rend ensuite chez Clyde et s'excuse, pour ensuite découvrir que Clyde n'a en fait jamais quitté la maison, car il s'évanouissait chaque fois qu'il regardait la sœur aînée de Lincoln, Lori. La chose dans le lit de Clyde était en fait sa peluche que les pères de Clyde avaient mise dans son lit pour faire face à la soirée pyjama. Lincoln s'excuse auprès de Clyde et choisit d'ignorer son plan pour la soirée pyjama. Alors que Lincoln, ses sœurs et Clyde regardent un film, Clyde s'évanouit bientôt à nouveau en raison de la présence de Lori.

## Réception
La scène de l'épisode dans laquelle Howard et Harold sont présentés a été accueillie par plusieurs médias. Dan Avery de NewNowNext était particulièrement satisfait de « l'introduction décontractée et humoristique » du personnage comme « une bouffée d'air frais ». La scène a également rencontré une réponse positive sur Twitter.

### Réception critique
Les personnages de Howard et Harold McBride ont reçu des éloges pour leur représentation positive d'un couple marié du même sexe. Ils sont le premier couple marié de même sexe à figurer sur Nicktoons,. Laura Bradley de Vanity Fair a déclaré que la série « traite le sujet du [mariage homosexuel] exactement de la bonne façon [...] ce genre de représentation occasionnelle dans la programmation pour enfants est une étape importante ». Elizabeth de Teen Vogue a écrit: « La meilleure partie est que la série ne traite pas ces personnages différemment, ou même les introduire avec un astérisque lourd sur leur état civil. » Le Tai Gooden de Frisky a mentionné que «les enfants qui ont deux papas (ou mamans) seront plus que ravis de voir une famille avec laquelle ils peuvent s'identifier à la télévision». Time a rapporté que « les gens sont ravis de la décision de Nickelodeon d'inclure un couple gay ». Également, le personnage de Luna semble amoureuse de sa camarade Sam. Cependant, les personnages ont été critiqués par des groupes de médias conservateurs. L'American Family Association s'est opposée à des scènes mettant en vedette les parents de McBride et a tenté de faire en sorte que l'épisode soit édité en vain, disant que « Nickelodeon devrait rester divertissant au lieu de pousser un agenda ». Le Kenya Film Classification Board a également appelé à la suspension de la série sur le fournisseur de services de télévision payante DStv, en disant que la série animée « promeut l'agenda lesbien, gai et transgenre ».
Le 6 juin 2018, en Pologne, plusieurs épisodes ont été interdits de diffusion en raison de la plainte déposée auprès du Conseil national polonais de la radiodiffusion par Ordo Iuris au sujet des thèmes LGBT présentés dans la série,,.

## Diffusion
L'épisode a été regardée par 2,15 million de téléspectateurs.